# كونور هاليداي
كونور هاليداي (بالإنجليزية: Connor Halliday)‏ هو لاعب كرة قدم أمريكية ولاعب كرة القدم الكندية أمريكي، ولد في 23 مارس 1992 في لويستون في الولايات المتحدة.